# Morti l'11 gennaio
| Questa pagina contiene informazioni ricavate automaticamente dalle voci biografiche con l'ausilio del template Bio e di un bot. L'aggiornamento è periodico e automatico e ricostruisce completamente la pagina. Se manca una persona in questa lista, sei pregato di non aggiungerla, ma accertati piuttosto che la sua voce biografica contenga il template Bio e che i dati anagrafici siano correttamente compilati. Se il template Bio manca, inseriscilo tu stesso o, in alternativa, metti l'avviso {{tmp\|Bio}} che ne segnala la mancanza. Se i dati riportati sono sbagliati, correggi direttamente la voce biografica; le modifiche saranno visibili in questa lista entro pochi giorni. Per chiarimenti vedi il progetto biografie. La lista contiene solo le 570 persone che sono citate nell'enciclopedia e per le quali è stato implementato correttamente il template Bio. Pagina aggiornata al 17 ago 2025. |

## VIII secolo(1)
- 705 - Papa Giovanni VI, papa e vescovo bizantino (n. 655)

## IX secolo(5)
- 802 - Paolino II, vescovo, teologo e poeta italiano
- 812 - Stauracio, imperatore bizantino
- 844 - Michele I Rangabe, imperatore bizantino
- 854 - Erchanbert, vescovo tedesco
- 887 - Bosone I di Provenza, sovrano

## X secolo(2)
- 975 - Gotofredo, vescovo italiano
- 982 - Ildegarda dei Supponidi, nobildonna italiana

## XI secolo(4)
- 1055 - Costantino IX Monomaco, imperatore bizantino
- 1068 - Egberto I di Meißen, tedesco
- 1083 - Ottone di Northeim, nobile tedesco (n. 1020)
- 1096 - Adelaide II di Quedlinburg, badessa tedesca (n. 1045)

## XII secolo(1)
- 1136 - Bar Sawma, vescovo cristiano orientale siro

## XIII secolo(2)
- 1266 - Świętopełk II di Pomerania, nobile polacco
- 1277 - Roberto V d'Alvernia, conte

## XIV secolo(7)
- 1372 - Eleonora di Lancaster, nobile inglese (n. 1318)
- 1386 - Bartolomeo da Cogorno, cardinale italiano
- 1386 - Giovanni da Amelia, cardinale e arcivescovo cattolico italiano (n. 1309)
- 1386 - Ludovico da Venezia, francescano, teologo e cardinale italiano
- 1386 - Marino del Giudice, cardinale e arcivescovo cattolico italiano
- 1390 - Iohannes Fabri, vescovo cattolico, abate e ambasciatore francese (n. 1320)
- 1397 - Skirgaila, duca (n. 1354)

## XV secolo(7)
- 1412 - Antonio Caetani, cardinale e patriarca cattolico italiano
- 1443 - Étienne de Vignolles, generale francese (n. 1390)
- 1462 - Francesco de Lignamine, vescovo cattolico e umanista italiano
- 1487 - Bernardo Scammacca, religioso italiano (n. 1430)
- 1492 - Antonio Piccolomini d'Aragona, militare e politico italiano (n. 1435)
- 1494 - Domenico Ghirlandaio, pittore italiano (n. 1448)
- 1495 - Pedro González de Mendoza, cardinale e arcivescovo cattolico spagnolo (n. 1428)

## XVI secolo(7)
- 1546 - Ernesto I di Brunswick-Lüneburg, nobile tedesco (n. 1497)
- 1575 - Gianpaolo della Chiesa, avvocato, politico e cardinale italiano (n. 1521)
- 1581 - Bartolomeo Vallante, brigante italiano
- 1584 - William Carter, tipografo inglese
- 1584 - Scipione Simonetta, nobile e politico italiano (n. 1524)
- 1593 - Scipione Gonzaga, cardinale e patriarca cattolico italiano (n. 1542)
- 1595 - Jacob Runge, teologo tedesco (n. 1527)

## XVII secolo(19)
- 1606 - Arnoldo III di Bentheim-Tecklenburg, nobiluomo tedesco (n. 1554)
- 1607 - Camillo Aulari, vescovo cattolico italiano
- 1609 - Orazio Maffei, cardinale e arcivescovo cattolico italiano (n. 1580)
- 1619 - Diana di Francia, nobildonna francese (n. 1538)
- 1629 - Giorgio Centurione, politico e militare italiano (n. 1553)
- 1636 - Dodo zu Innhausen und Knyphausen, militare tedesco (n. 1583)
- 1641 - Gabriel Plautzius, compositore sloveno
- 1646 - Michelangelo Buonarroti il Giovane, scrittore italiano (n. 1568)
- 1660 - Akita Sanesue, militare giapponese (n. 1576)
- 1663 - Madre Maria Eletta di Gesù, religiosa italiana (n. 1605)
- 1665 - Louise de La Fayette, francese (n. 1618)
- 1673 - Bartolomeo Mastri, francescano, filosofo e teologo italiano (n. 1602)
- 1678 - Ferrante III Gonzaga, nobile italiano (n. 1618)
- 1679 - Giovanni Lucio, storico dalmata (n. 1604)
- 1679 - Onofrio Puglisi, matematico italiano
- 1680 - Nathan di Gaza, profeta ottomano (n. 1643)
- 1683 - Biagio Cusano, poeta italiano
- 1696 - Charles Albanel, gesuita, missionario e esploratore francese
- 1697 - Daniele Giustiniani, vescovo cattolico italiano (n. 1615)

## XVIII secolo(34)
- 1703 - Johann Georg Graeve, filologo classico olandese (n. 1632)
- 1705 - Dominik Andreas I von Kaunitz, nobile, diplomatico e politico austriaco (n. 1655)
- 1709 - Leandro Colloredo, cardinale italiano (n. 1639)
- 1710 - Anne Dieu-le-veut, pirata francese (n. 1661)
- 1713 - Pierre Jurieu, teologo e politico francese (n. 1637)
- 1717 - Silvio de' Cavalieri, arcivescovo cattolico e giurista italiano (n. 1641)
- 1725 - Jean François de Bette, militare, diplomatico e nobile belga (n. 1672)
- 1729 - Tommaso da Cori, presbitero italiano (n. 1655)
- 1733 - Giovanni Gerolamo Arconati Lamberti, avventuriero italiano
- 1734 - Heinrich Karl von Bibra, generale austriaco (n. 1666)
- 1735 - Danilo I Šćepčev Petrović-Njegoš, vescovo ortodosso serbo (n. 1670)
- 1738 - Samuel Humphreys, scrittore e traduttore inglese
- 1740 - Gianantonio Davia, cardinale e arcivescovo cattolico italiano (n. 1660)
- 1743 - Giulio Resta, vescovo cattolico italiano (n. 1657)
- 1744 - Scroop Egerton, I duca di Bridgewater, nobile inglese (n. 1681)
- 1744 - James Hamilton, VII conte di Abercorn, nobile scozzese (n. 1686)
- 1753 - Hans Sloane, medico e naturalista britannico (n. 1660)
- 1754 - Wu Jingzi, scrittore cinese (n. 1701)
- 1755 - Joseph-Nicolas-Pancrace Royer, clavicembalista e compositore francese
- 1759 - Emmanuel de Nay, conte di Richecourt, nobile e politico francese (n. 1697)
- 1763 - Giovanni Benedetto Platti, compositore e musicista italiano (n. 1697)
- 1767 - Matteo Franzoni, doge (n. 1682)
- 1771 - Jean-Baptiste Boyer d'Argens, scrittore e filosofo francese (n. 1704)
- 1771 - Francesco Granata, vescovo cattolico italiano (n. 1701)
- 1775 - Charles d'Ursel, militare belga (n. 1717)
- 1775 - Prithvi Narayan Shah, re nepalese (n. 1722)
- 1776 - Anna Karlovna Skavronskaja, nobildonna russa (n. 1722)
- 1784 - Camillo Zampieri, scrittore, poeta e diplomatico italiano (n. 1701)
- 1788 - François Joseph Paul de Grasse, ammiraglio francese (n. 1722)
- 1791 - Guido Ferrari, storico e poeta italiano (n. 1717)
- 1792 - Edward Seymour, IX duca di Somerset, nobile britannico (n. 1717)
- 1795 - Davide II d'Imerezia, re georgiano (n. 1756)
- 1797 - Francis Lightfoot Lee, politico statunitense (n. 1734)
- 1798 - Eraclio II di Georgia, re georgiano (n. 1720)

## XIX secolo(73)
- 1801 - Charles Eugène Gabriel de la Croix, generale francese (n. 1727)
- 1801 - Domenico Cimarosa, compositore italiano (n. 1749)
- 1802 - Eugène de Courten, generale svizzero (n. 1715)
- 1811 - Christoph Friedrich Nicolai, scrittore e editore tedesco (n. 1733)
- 1812 - Henry Scott, III duca di Buccleuch, politico scozzese (n. 1746)
- 1812 - Giuseppe de Gemmis, giurista e magistrato italiano (n. 1734)
- 1813 - Giuseppe Aprile, compositore e cantante castrato italiano (n. 1732)
- 1817 - Margherita Dalmet, italiana (n. 1739)
- 1817 - Félix Lecomte, scultore francese (n. 1737)
- 1818 - Johann David Wyss, scrittore e pastore protestante svizzero (n. 1743)
- 1822 - Nicola Onorati, religioso e agronomo italiano (n. 1764)
- 1823 - Felice Giani, pittore e decoratore italiano (n. 1758)
- 1823 - Johann Gottfried Leonhardi, medico e chimico tedesco (n. 1746)
- 1823 - Cesare Majoli, presbitero e naturalista italiano (n. 1746)
- 1824 - Marco Federici, rivoluzionario e politico italiano (n. 1746)
- 1827 - Anna Vittoria Dolara, monaca cristiana, pittrice e poetessa italiana (n. 1764)
- 1829 - Ferdinando Gasparo Turrini, organista e compositore italiano (n. 1745)
- 1832 - Jean-Claude Naigeon, pittore francese (n. 1753)
- 1835 - Juan Ruiz de Apodaca, ufficiale spagnolo (n. 1754)
- 1837 - François Gérard, pittore francese (n. 1770)
- 1837 - Frederick Cavendish Ponsonby, militare britannico (n. 1783)
- 1840 - Carlo Francesco Bassi, architetto italiano (n. 1772)
- 1842 - Emil Osann, fisiologo tedesco (n. 1787)
- 1842 - Paolo Tosio, collezionista d'arte italiano (n. 1775)
- 1843 - Francis Scott Key, giurista, scrittore e poeta statunitense (n. 1779)
- 1847 - Pierre-Marie Taillepied de Bondy, politico, magistrato e nobile francese (n. 1766)
- 1847 - Caroline von Wolzogen, letterata e scrittrice tedesca (n. 1763)
- 1848 - Francesco Saverio Massimo, cardinale italiano (n. 1806)
- 1849 - Louis-Nicolas Lemercier, politico e magistrato francese (n. 1755)
- 1852 - Carlo Afan de Rivera, militare e ingegnere italiano (n. 1779)
- 1855 - Giovan Francesco Pugliese, economista, storico e giurista italiano (n. 1789)
- 1855 - Judas José Romo y Gamboa, cardinale e arcivescovo cattolico spagnolo (n. 1779)
- 1856 - Friedrich Wilhelm Schneidewin, filologo classico tedesco (n. 1810)
- 1862 - Giovanni Strambio, medico italiano (n. 1780)
- 1864 - Domenico Piraino, politico italiano (n. 1801)
- 1865 - Franz von Hartig, politico e giornalista austriaco (n. 1789)
- 1865 - Arsenij Andreevič Zakrevskij, generale e politico russo
- 1867 - Giuseppe Molteni, pittore, restauratore e museologo italiano (n. 1800)
- 1868 - Federico Bellazzi, politico italiano (n. 1825)
- 1868 - Letterio Subba, pittore italiano (n. 1787)
- 1870 - Antonietta Pallerini, ballerina italiana (n. 1790)
- 1875 - Giovanni Luppis, ufficiale e inventore (n. 1813)
- 1877 - Pietro Romani, compositore italiano (n. 1791)
- 1879 - Achille Farina, pittore, litografo e ceramista italiano (n. 1804)
- 1879 - Antoine-Augustin Préault, scultore francese (n. 1809)
- 1880 - Pier Alessandro Garda, collezionista d'arte, politico e filantropo italiano (n. 1791)
- 1881 - Giovanni Arrivabene, patriota, politico e economista italiano (n. 1787)
- 1882 - Theodor Schwann, biologo tedesco (n. 1810)
- 1884 - Giambattista Giuliani, filologo, linguista e storico della letteratura italiano (n. 1818)
- 1885 - Rodolphe Bresdin, pittore e incisore francese (n. 1822)
- 1885 - Ana María Janer Anglarill, religiosa spagnola (n. 1800)
- 1885 - Salvatore Lo Forte, pittore italiano (n. 1804)
- 1885 - Santo Varni, scultore italiano (n. 1807)
- 1889 - Sofija Nikolaevna Bogomolec, rivoluzionaria russa (n. 1856)
- 1891 - Barone Haussmann, politico e urbanista francese (n. 1809)
- 1891 - Carl Johan Thyselius, politico svedese (n. 1811)
- 1892 - Julie Feurgard, pittrice francese (n. 1859)
- 1893 - Benjamin Butler, generale, avvocato e politico statunitense (n. 1818)
- 1894 - César Daly, architetto francese (n. 1811)
- 1894 - Giulio Rezasco, storico e politico italiano (n. 1813)
- 1895 - Antonio Masutti, pittore, disegnatore e incisore italiano (n. 1813)
- 1896 - Rosario Cancellieri, politico italiano (n. 1825)
- 1896 - João de Deus Ramos, poeta portoghese (n. 1830)
- 1897 - Imperatrice Eishō, imperatrice giapponese (n. 1835)
- 1897 - Salvatore Trinchese, scienziato italiano (n. 1836)
- 1898 - Gaetano Capocci, compositore e organista italiano (n. 1811)
- 1898 - Filippo Patella, presbitero e patriota italiano (n. 1817)
- 1898 - Erwin Rohde, filologo classico tedesco (n. 1845)
- 1898 - Pietro Ugo delle Favare, nobile e politico italiano (n. 1827)
- 1899 - Giampaolo Vlacovich, medico e anatomista italiano (n. 1825)
- 1900 - Ferdinand Philippe Carré, ingegnere francese (n. 1824)
- 1900 - James Martineau, filosofo e teologo britannico (n. 1805)
- 1900 - José Antônio Pereira, esploratore brasiliano (n. 1825)

## XX secolo(254)
- 1901 - Pietro Antonelli, diplomatico, esploratore e politico italiano (n. 1853)
- 1901 - Scipione Di Blasio, politico italiano (n. 1834)
- 1901 - Vasilij Sergeevič Kalinnikov, compositore russo (n. 1866)
- 1902 - Cornelis Petrus Tiele, storico delle religioni e teologo olandese (n. 1830)
- 1903 - Helen Blackburn, attivista britannica (n. 1842)
- 1905 - Domenico Tripepi, politico italiano (n. 1852)
- 1906 - Felicita Morandi, scrittrice e educatrice italiana (n. 1827)
- 1906 - Maria Vos, pittrice olandese (n. 1824)
- 1911 - Alberto Rondani, poeta e letterato italiano (n. 1846)
- 1912 - Pellegrino Molossi, giornalista e editore italiano (n. 1844)
- 1912 - Francesco Rossi, egittologo italiano (n. 1827)
- 1915 - Zygmunt Miłkowski, scrittore polacco (n. 1824)
- 1916 - Jacob Hilsdorf, fotografo tedesco (n. 1872)
- 1916 - Mangkunegara VI, sovrano indonesiano (n. 1857)
- 1917 - Aleksandr Konstantinovič Benkendorf, diplomatico russo (n. 1849)
- 1917 - Adolf Birch-Hirschfeld, filologo tedesco (n. 1849)
- 1917 - Isaac Wayne MacVeagh, politico e avvocato statunitense (n. 1833)
- 1918 - Hans Kummetz, militare e aviatore tedesco (n. 1890)
- 1920 - Romeo Cristani, scultore italiano (n. 1855)
- 1920 - Orazio Raimondo, avvocato e politico italiano (n. 1875)
- 1921 - Orsino Bongi, architetto italiano (n. 1875)
- 1921 - Viktor Karlovič Štember, pittore russo (n. 1863)
- 1922 - Francesco Saverio Gargiulo, magistrato e giurista italiano (n. 1840)
- 1922 - Jack Robson, allenatore di calcio inglese (n. 1860)
- 1923 - Costantino I di Grecia, sovrano (n. 1868)
- 1923 - Michael Gleason, canottiere statunitense (n. 1876)
- 1924 - Giuseppe Paolini, generale italiano (n. 1861)
- 1925 - Halvard Hoff, attore e cantante norvegese (n. 1884)
- 1928 - Charles Filiger, pittore francese (n. 1863)
- 1928 - Thomas Hardy, poeta e scrittore britannico (n. 1840)
- 1929 - Elfrida Andrée, organista e compositrice svedese (n. 1841)
- 1929 - Nerio Malvezzi de' Medici, politico italiano (n. 1856)
- 1931 - Giovanni Boldini, pittore italiano (n. 1842)
- 1931 - Gustaf Flink, mineralogista svedese (n. 1849)
- 1931 - Michael Morton, commediografo inglese (n. 1864)
- 1931 - Nathan Straus, imprenditore tedesco (n. 1848)
- 1932 - Lina Borgo Guenna, pedagogista italiana (n. 1869)
- 1933 - Bernardino Lotti, geologo italiano (n. 1847)
- 1934 - Edgar Field, calciatore inglese (n. 1854)
- 1934 - Helen Zimmern, scrittrice e traduttrice tedesca (n. 1846)
- 1935 - Marcella Sembrich, soprano polacca (n. 1858)
- 1936 - William Morris, attore statunitense (n. 1861)
- 1938 - Abelardo Albisi, flautista e compositore italiano (n. 1872)
- 1938 - Romeo Gallenga Stuart, politico e dirigente sportivo italiano (n. 1879)
- 1938 - Georgij Ėrichovič Langemak, ingegnere sovietico (n. 1898)
- 1938 - Alfred Barton Rendle, botanico inglese (n. 1865)
- 1939 - Benjamin Preston Clark, entomologo statunitense (n. 1860)
- 1939 - Eduard Engel, calciatore austriaco (n. 1884)
- 1939 - Eugen Ingebretsen, ginnasta norvegese (n. 1884)
- 1939 - Giovanni Niutta, nobile italiano (n. 1879)
- 1940 - Franciszek Rogaczewski, presbitero polacco (n. 1892)
- 1940 - Gustav Schlegel, calciatore svizzero (n. 1912)
- 1941 - Rudolph De Cordova, scrittore, sceneggiatore e attore giamaicano (n. 1860)
- 1941 - Emanuel Lasker, scacchista, matematico e goista tedesco (n. 1868)
- 1942 - Emanuel Carnevali, poeta e scrittore italiano (n. 1897)
- 1943 - Bruno Jesi, militare italiano (n. 1916)
- 1943 - Agustín Pedro Justo, politico e generale argentino (n. 1876)
- 1943 - Carlo Tresca, sindacalista, giornalista e editore italiano (n. 1879)
- 1944 - J. Walter Christie, inventore e ingegnere statunitense (n. 1865)
- 1944 - Galeazzo Ciano, nobile, diplomatico e politico italiano (n. 1903)
- 1944 - Emilio De Bono, generale, poliziotto e politico italiano (n. 1866)
- 1944 - Marcel Deflandre, ingegnere, dirigente sportivo e partigiano francese (n. 1901)
- 1944 - Luciano Gottardi, sindacalista e politico italiano (n. 1899)
- 1944 - Charles King, attore e cantante statunitense (n. 1889)
- 1944 - Joseph Labbé, tiratore a segno e tiratore a volo francese (n. 1864)
- 1944 - Giovanni Marinelli, politico italiano (n. 1879)
- 1944 - Laura Mestre Hevia, scrittrice, traduttrice e grecista cubana (n. 1867)
- 1944 - Carlo Pareschi, politico italiano (n. 1898)
- 1944 - Hermann Struck, pittore e incisore tedesco (n. 1876)
- 1944 - Heinrich Ströbel, politico e giornalista tedesco (n. 1879)
- 1944 - Gero Zambuto, attore, doppiatore e regista italiano (n. 1887)
- 1945 - Aldo Dall'Aglio, partigiano italiano (n. 1919)
- 1945 - Ada Negri, poetessa, scrittrice e insegnante italiana (n. 1870)
- 1946 - Edna Maison, attrice statunitense (n. 1892)
- 1946 - Muhammad Mian Mansoor Ansari, filosofo e attivista indiano (n. 1884)
- 1947 - Anatole de Monzie, politico e saggista francese (n. 1876)
- 1947 - Hjalmar Siilasvuo, generale finlandese (n. 1892)
- 1949 - Torsten Carleman, matematico svedese (n. 1892)
- 1950 - Kenneth Huszagh, nuotatore statunitense (n. 1891)
- 1950 - Karin Michaëlis, scrittrice e giornalista danese (n. 1872)
- 1951 - Riccardo Bachi, economista e statistico italiano (n. 1875)
- 1951 - Guido Bonarelli, geologo, paleontologo e antropologo italiano (n. 1871)
- 1951 - Jean-Pierre Esteva, ammiraglio e politico francese (n. 1880)
- 1952 - Rollin Feitshans, tennista statunitense (n. 1881)
- 1952 - Augusto Jandolo, antiquario, poeta e scrittore italiano (n. 1873)
- 1952 - Konrad Keller, politico, imprenditore e agricoltore svizzero (n. 1876)
- 1952 - Jean de Lattre de Tassigny, generale francese (n. 1889)
- 1952 - Aureliano Pertile, tenore italiano (n. 1885)
- 1953 - Hans Aanrud, scrittore norvegese (n. 1863)
- 1953 - Gordon Jennings, effettista statunitense (n. 1896)
- 1953 - Ernst Herman van Rappard, politico e militare olandese (n. 1899)
- 1953 - Giulio Valotti, architetto e religioso italiano (n. 1881)
- 1953 - Noe Zhordania, politico e rivoluzionario georgiano (n. 1868)
- 1954 - John Allsebrook Simon, politico britannico (n. 1873)
- 1954 - Iti Bacci, politico e dirigente sportivo italiano (n. 1892)
- 1954 - Oscar Straus, compositore austriaco (n. 1870)
- 1955 - Anne Crawford Flexner, commediografa statunitense (n. 1874)
- 1955 - Ruth Eddings, ballerina e attrice statunitense (n. 1908)
- 1955 - Rodolfo Graziani, generale e politico italiano (n. 1882)
- 1955 - Henry Wilson Harris, giornalista britannico (n. 1883)
- 1955 - Frank Kriz, ginnasta statunitense (n. 1894)
- 1955 - John M. Slaton, politico statunitense (n. 1866)
- 1955 - Elisabetta di Grecia, principessa greca (n. 1904)
- 1957 - Nils Ahnlund, storico svedese (n. 1889)
- 1958 - Edna Purviance, attrice statunitense (n. 1895)
- 1958 - Albert Tournaire, architetto francese (n. 1862)
- 1959 - Lydia Kyasht, ballerina russa (n. 1885)
- 1959 - Alfonsina Pieri, attrice italiana (n. 1880)
- 1959 - Susana Soca, poetessa e scrittrice uruguaiana (n. 1906)
- 1960 - Robert Cowell, nuotatore statunitense (n. 1924)
- 1960 - Isabel Emslie Hutton, medico, psichiatra e patologa britannica (n. 1887)
- 1960 - John Schommer, cestista, giocatore di football americano e giocatore di baseball statunitense (n. 1884)
- 1961 - Elena Gerhardt, mezzosoprano tedesco (n. 1883)
- 1961 - Antonio Mattioni, ingegnere italiano (n. 1880)
- 1961 - Michele Tito, velocista italiano (n. 1920)
- 1962 - György Orth, calciatore e allenatore di calcio ungherese (n. 1901)
- 1964 - John Arnold, direttore della fotografia statunitense (n. 1889)
- 1964 - Arturo Bonucci, violoncellista italiano (n. 1894)
- 1964 - André-Damien-Ferdinand Jullien, cardinale e arcivescovo cattolico francese (n. 1882)
- 1964 - Franc Ksaver Meško, scrittore e presbitero sloveno (n. 1874)
- 1965 - Albert Victor Alexander, I conte Alexander di Hillsborough, politico inglese (n. 1885)
- 1965 - Florestano Di Fausto, ingegnere, architetto e politico italiano (n. 1890)
- 1966 - Alberto Giacometti, scultore e pittore svizzero (n. 1901)
- 1966 - Hannes Kolehmainen, maratoneta e mezzofondista finlandese (n. 1889)
- 1966 - Lal Bahadur Shastri, politico indiano (n. 1904)
- 1967 - Maria Fromet, attrice francese (n. 1902)
- 1967 - Wolfgang Zeller, compositore, direttore d'orchestra e violinista tedesco (n. 1893)
- 1968 - Rezső Seress, pianista e compositore ungherese (n. 1889)
- 1968 - Mariano Stabile, baritono italiano (n. 1888)
- 1969 - Ahmed Barzani, politico curdo (n. 1896)
- 1969 - Leopold von Wiese, sociologo tedesco (n. 1876)
- 1970 - Ignazio Luè, pallanuotista e nuotatore italiano (n. 1891)
- 1970 - Ada Roe, supercentenaria britannica (n. 1858)
- 1970 - Paul Wagner, attore tedesco (n. 1899)
- 1971 - Zé Arigó, brasiliano (n. 1918)
- 1972 - Salvatore Bindi, calciatore italiano (n. 1909)
- 1972 - Ettore Cattaneo, aviatore e dentista italiano (n. 1898)
- 1972 - Padraic Colum, poeta, romanziere e drammaturgo irlandese (n. 1881)
- 1972 - Henry Healless, calciatore inglese (n. 1893)
- 1972 - Alphonse Van Mele, ginnasta belga (n. 1891)
- 1972 - Eduardo Propper de Callejón, diplomatico spagnolo (n. 1895)
- 1972 - Francis Wormald, paleografo e storico dell'arte inglese (n. 1904)
- 1973 - Carmine Della Sala, militare italiano (n. 1927)
- 1973 - Imre Erdődy, ginnasta ungherese (n. 1889)
- 1974 - Vincenzo Bavaro, politico italiano (n. 1894)
- 1974 - Josef Chloupek, calciatore austriaco (n. 1908)
- 1974 - Øivind Høibak, calciatore norvegese (n. 1916)
- 1975 - Ferdinando Casardi, ammiraglio e politico italiano (n. 1887)
- 1975 - Gino Doria, giornalista, scrittore e storico italiano (n. 1888)
- 1975 - Max Lorenz, tenore tedesco (n. 1901)
- 1975 - Paul Pierre Méouchi, cardinale e patriarca cattolico libanese (n. 1894)
- 1975 - Giuseppe Piegari, politico italiano (n. 1892)
- 1975 - Hideo Shinojima, calciatore giapponese (n. 1910)
- 1976 - Arturo Lazoli, calciatore italiano (n. 1898)
- 1976 - Virgilio Lilli, giornalista, scrittore e pittore italiano (n. 1907)
- 1977 - Elio Talarico, medico, scrittore e drammaturgo italiano (n. 1907)
- 1978 - Michael Bates, attore britannico (n. 1920)
- 1978 - Tony Conroy, hockeista su ghiaccio statunitense (n. 1895)
- 1979 - Filadelfio Aparo, poliziotto italiano (n. 1935)
- 1979 - William Syer Bristowe, naturalista e aracnologo inglese (n. 1901)
- 1979 - Aleksandr Borisovič Stoller, regista cinematografico sovietico (n. 1907)
- 1980 - Umberto Dall'Olmo, astrofisico italiano (n. 1925)
- 1980 - Richard Huschke, ciclista su strada e pistard tedesco (n. 1893)
- 1980 - Barbara Pym, scrittrice britannica (n. 1913)
- 1980 - Celia Sánchez, rivoluzionaria, politica e archivista cubana (n. 1920)
- 1981 - Artur Berger, scenografo, regista e sceneggiatore austriaco (n. 1892)
- 1981 - Beulah Bondi, attrice statunitense (n. 1889)
- 1982 - Pietro Cocolin, arcivescovo cattolico italiano (n. 1920)
- 1982 - Enrique Flamini, dirigente sportivo, allenatore di calcio e calciatore argentino (n. 1917)
- 1982 - Jirō Horikoshi, ingegnere aeronautico giapponese (n. 1903)
- 1982 - Riccardo Pallottini, direttore della fotografia italiano (n. 1908)
- 1983 - Tichon Jakovlevič Kiselëv, politico sovietico (n. 1917)
- 1983 - Grigorij L'vovič Rošal', regista sovietico (n. 1899)
- 1984 - Pietro Besate, sindacalista, politico e compositore italiano (n. 1919)
- 1984 - Arthur Johansen, calciatore norvegese (n. 1904)
- 1984 - Jack La Rue, attore statunitense (n. 1902)
- 1984 - Edvīns Vijups, calciatore lettone (n. 1919)
- 1985 - Edward Buzzell, regista statunitense (n. 1895)
- 1985 - Josef Čtyřoký, calciatore cecoslovacco (n. 1906)
- 1985 - Charles E. Kelly, militare statunitense (n. 1920)
- 1985 - William McKell, politico australiano (n. 1891)
- 1985 - Noëlle Norman, attrice francese (n. 1921)
- 1985 - Edgar Reinhardt, pallamanista tedesco (n. 1914)
- 1986 - Il'ja Aleksandrovič Averbach, regista sovietico (n. 1934)
- 1986 - Kazuo Kamimura, fumettista, illustratore e saggista giapponese (n. 1940)
- 1986 - Walter Philip Kellenberg, vescovo cattolico statunitense (n. 1901)
- 1986 - Henri-Charles Puech, storico delle religioni francese (n. 1902)
- 1987 - Jacques Hérold, pittore rumeno (n. 1910)
- 1987 - Sergej Kurilov, attore sovietico (n. 1914)
- 1988 - Pappy Boyington, militare e aviatore statunitense (n. 1912)
- 1988 - Lorenzo Falco, calciatore italiano (n. 1898)
- 1988 - Florence Knapp, supercentenaria statunitense (n. 1873)
- 1988 - Endre Palócz, schermidore ungherese (n. 1911)
- 1988 - Isidor Isaac Rabi, fisico statunitense (n. 1898)
- 1989 - José Luis Bustamante y Rivero, politico peruviano (n. 1894)
- 1989 - Peter Nichols, giornalista e scrittore britannico (n. 1928)
- 1989 - Carlo Scarpato, calciatore e allenatore di calcio italiano (n. 1918)
- 1989 - Jackie Wright, attore britannico (n. 1904)
- 1990 - Giuseppe Barbera, politico italiano (n. 1925)
- 1990 - José Luis García Traid, calciatore e allenatore di calcio spagnolo (n. 1936)
- 1990 - Kusuo Kobayashi, mafioso giapponese (n. 1930)
- 1990 - Kittens Reichert, attrice statunitense (n. 1910)
- 1990 - Elvio Salvatore, politico e avvocato italiano (n. 1928)
- 1991 - Carl David Anderson, fisico statunitense (n. 1905)
- 1991 - Luciano Bonanni, attore italiano (n. 1922)
- 1991 - Otto Marischka, calciatore tedesco (n. 1912)
- 1991 - Ugo Moretti, giornalista, scrittore e sceneggiatore italiano (n. 1918)
- 1991 - Sarangapani Raman, calciatore indiano (n. 1920)
- 1992 - Juan Funes, calciatore argentino (n. 1963)
- 1992 - Davit' Hambarjowmyan, tuffatore sovietico (n. 1956)
- 1993 - Aldo Bianchi, politico italiano (n. 1924)
- 1993 - Ugo Croatto, politico e chimico italiano (n. 1914)
- 1993 - Roberto Lucifero d'Aprigliano, partigiano, avvocato e politico italiano (n. 1903)
- 1993 - Ismer Piva, politico italiano (n. 1921)
- 1993 - Tommy Walker, calciatore e allenatore di calcio scozzese (n. 1915)
- 1994 - Luciano Beretta, paroliere, cantante e ballerino italiano (n. 1928)
- 1994 - Volturno Diotallevi, allenatore di calcio e calciatore italiano (n. 1922)
- 1994 - József Háda, calciatore e allenatore di calcio ungherese (n. 1911)
- 1994 - Carlo Olivero, politico, partigiano e medico italiano (n. 1914)
- 1995 - Raffaele Allocca, politico italiano (n. 1924)
- 1995 - Josef Gingold, violinista e docente statunitense (n. 1909)
- 1995 - Onat Kutlar, sceneggiatore, poeta e saggista turco (n. 1936)
- 1995 - Ignacio Matte Blanco, psichiatra e psicoanalista cileno (n. 1908)
- 1995 - Luigi Michelazzi, patologo italiano (n. 1903)
- 1995 - Lea Mrázová, pittrice e traduttrice slovacca (n. 1906)
- 1995 - Denis Charles Neville, allenatore di calcio e calciatore inglese (n. 1915)
- 1995 - Giovanni Battista Parodi, vescovo cattolico italiano (n. 1899)
- 1995 - Peter Pratt, attore e cantante britannico (n. 1923)
- 1995 - Theodor Wisch, generale tedesco (n. 1907)
- 1996 - Tato Bores, comico e personaggio televisivo argentino (n. 1927)
- 1996 - Giuseppe Di Matteo, italiano (n. 1981)
- 1996 - Paolo Frezza, giurista italiano (n. 1906)
- 1996 - Jannie Hoskins, attrice statunitense (n. 1923)
- 1997 - Angelo Froglia, pittore e scultore italiano (n. 1955)
- 1997 - Sheldon Leonard, attore, produttore televisivo e regista statunitense (n. 1907)
- 1997 - Ferruccio Vignoli, militare e aviatore italiano (n. 1906)
- 1998 - Win Mortimer, fumettista canadese (n. 1919)
- 1998 - Ellis Rabb, regista e attore statunitense (n. 1930)
- 1998 - Aydan Siyavuş, allenatore di pallacanestro turco (n. 1947)
- 1998 - Klaus Tennstedt, direttore d'orchestra tedesco (n. 1926)
- 1998 - John Wells, attore e sceneggiatore britannico (n. 1936)
- 1999 - Fabrizio De André, cantautore italiano (n. 1940)
- 1999 - Robert Douglas, attore e regista britannico (n. 1909)
- 1999 - Mario Grossi, ingegnere italiano (n. 1925)
- 1999 - Naomi Mitchison, scrittrice, poetessa e saggista britannica (n. 1897)
- 1999 - Brian Moore, scrittore britannico (n. 1921)
- 1999 - Josefina Plá, scrittrice, poetessa e ceramista spagnola (n. 1903)
- 1999 - Luigi Rossi, giornalista, scrittore e critico musicale italiano (n. 1929)
- 2000 - Helena Carter, attrice statunitense (n. 1923)
- 2000 - Giovanni Durando, giurista e giornalista italiano (n. 1915)
- 2000 - Rafael García Repullo, calciatore e allenatore di calcio spagnolo (n. 1923)
- 2000 - Bob Lemon, giocatore di baseball e allenatore di baseball statunitense (n. 1920)
- 2000 - Valerio Volpini, partigiano, giornalista e storico italiano (n. 1923)
- 2000 - Pavao Žanić, vescovo cattolico croato (n. 1918)

## XXI secolo(153)
- 2001 - Carlo Gambacurta, ciclista su strada italiano (n. 1912)
- 2001 - Gerald Glatzmeyer, calciatore austriaco (n. 1968)
- 2001 - George Jinda, batterista, percussionista e compositore ungherese (n. 1941)
- 2001 - Louis Krages, imprenditore e pilota automobilistico tedesco (n. 1949)
- 2001 - Denys Lasdun, architetto britannico (n. 1914)
- 2001 - Vera Konstantinovna Romanova, nobile russa (n. 1906)
- 2001 - Torgeir Torgersen, calciatore norvegese (n. 1923)
- 2001 - Michael Williams, attore britannico (n. 1935)
- 2002 - Jan Burssens, pittore belga (n. 1925)
- 2002 - Henry Pearcy, cestista e allenatore di pallacanestro statunitense (n. 1922)
- 2002 - Henri Verneuil, regista, sceneggiatore e produttore cinematografico armeno (n. 1920)
- 2003 - Mickey Finn, percussionista e batterista britannico (n. 1947)
- 2003 - Anthony Havelock-Allan, produttore cinematografico e sceneggiatore britannico (n. 1904)
- 2003 - Julinho, calciatore brasiliano (n. 1929)
- 2003 - Robert Maertens, calciatore e allenatore di calcio belga (n. 1930)
- 2003 - Arne Månsson, calciatore svedese (n. 1925)
- 2003 - Silvanus Njambari, calciatore namibiano (n. 1974)
- 2003 - Maurice Pialat, regista e attore francese (n. 1925)
- 2003 - William Russo, musicista, compositore e arrangiatore statunitense (n. 1928)
- 2003 - Jurij Tiškov, procuratore sportivo e calciatore russo (n. 1971)
- 2004 - Bernard Mayeur, cestista francese (n. 1938)
- 2004 - Asrul Sani, scrittore, poeta e sceneggiatore indonesiano (n. 1926)
- 2005 - Spencer Dryden, batterista statunitense (n. 1938)
- 2005 - Fabrizio Meoni, pilota motociclistico italiano (n. 1957)
- 2005 - Jerzy Pawłowski, schermidore polacco (n. 1932)
- 2005 - Alessandro Ruspoli, IX principe di Cerveteri, nobile, socialite e attore italiano (n. 1924)
- 2006 - Mark Spoon, disc jockey tedesco (n. 1966)
- 2006 - Alfio Mandich, calciatore italiano (n. 1928)
- 2006 - Eric Namesnik, nuotatore statunitense (n. 1970)
- 2007 - Edvige Bernasconi, giornalista italiana (n. 1938)
- 2007 - Solveig Dommartin, attrice e regista francese (n. 1961)
- 2007 - Donald Edward Osterbrock, astronomo statunitense (n. 1924)
- 2007 - Robert Anton Wilson, scrittore e saggista statunitense (n. 1932)
- 2008 - Pepín Bello, scrittore spagnolo (n. 1904)
- 2008 - Albert Féraud, scultore francese (n. 1921)
- 2008 - Edmund Hillary, alpinista e esploratore neozelandese (n. 1919)
- 2008 - Norman Morrice, ballerino, coreografo e direttore artistico britannico (n. 1931)
- 2008 - Nancy Phelan, scrittrice australiana (n. 1913)
- 2009 - Quirino De Ascaniis, presbitero e missionario italiano (n. 1908)
- 2009 - Isidore De Rijck, ciclista su strada belga (n. 1926)
- 2009 - Antonio Durán, allenatore di calcio e calciatore spagnolo (n. 1924)
- 2009 - Shigeo Fukuda, designer giapponese (n. 1932)
- 2009 - Roger Guillaume, cestista francese (n. 1934)
- 2009 - Angelino Rosa, calciatore italiano (n. 1948)
- 2009 - Milan Rúfus, poeta, saggista e scrittore slovacco (n. 1928)
- 2010 - Juliet Anderson, attrice pornografica e regista statunitense (n. 1938)
- 2010 - Miep Gies, centenario olandese (n. 1909)
- 2010 - Nardino Masu, sollevatore italiano (n. 1934)
- 2010 - Bob Noorda, grafico olandese (n. 1927)
- 2010 - Éric Rohmer, regista, sceneggiatore e scenografo francese (n. 1920)
- 2010 - Joe Rollino, strongman, sollevatore e pugile statunitense (n. 1905)
- 2010 - Dennis Stock, fotografo e giornalista statunitense (n. 1928)
- 2011 - Andrea Arrica, dirigente sportivo italiano (n. 1926)
- 2011 - Dali Benoit Yohoua, calciatore ivoriano (n. 1968)
- 2011 - Zoltán Berczik, tennistavolista ungherese (n. 1937)
- 2011 - Alfio Peraboni, velista italiano (n. 1954)
- 2011 - Alessandro Pin, calciatore italiano (n. 1929)
- 2011 - Lietta Tornabuoni, giornalista e critica cinematografica italiana (n. 1931)
- 2012 - Bohumil Golián, pallavolista e allenatore di pallavolo cecoslovacco (n. 1931)
- 2012 - Mario Maranzana, attore, doppiatore e regista teatrale italiano (n. 1930)
- 2012 - Wally Osterkorn, cestista statunitense (n. 1928)
- 2012 - Antonio Somma, politico italiano (n. 1932)
- 2013 - Abramo Barosso, fumettista italiano (n. 1931)
- 2013 - Nguyễn Khánh, politico, generale e ambasciatore vietnamita (n. 1927)
- 2013 - Mariangela Melato, attrice italiana (n. 1941)
- 2013 - Miroslav Škeřík, cestista cecoslovacco (n. 1924)
- 2013 - Aaron Swartz, programmatore, scrittore e attivista statunitense (n. 1986)
- 2014 - Keiko Awaji, attrice giapponese (n. 1933)
- 2014 - Salvatore Fausto Fagone, politico italiano (n. 1932)
- 2014 - Arnoldo Foà, attore, doppiatore e cantante italiano (n. 1916)
- 2014 - Vüqar Həşimov, scacchista azero (n. 1986)
- 2014 - Dick Miller, cestista statunitense (n. 1958)
- 2014 - Zoltán Pál Dienes, matematico ungherese (n. 1916)
- 2014 - Vladimir Raskatov, nuotatore sovietico (n. 1957)
- 2014 - Ariel Sharon, politico e generale israeliano (n. 1928)
- 2015 - Jenő Buzánszky, calciatore e allenatore di calcio ungherese (n. 1925)
- 2015 - Anita Ekberg, attrice svedese (n. 1931)
- 2015 - Helen Eustis, scrittrice e traduttrice statunitense (n. 1916)
- 2015 - Fritz Pott, calciatore tedesco (n. 1939)
- 2015 - Bruno Visintin, pugile italiano (n. 1932)
- 2015 - Alfredo Zagano, ciclista su strada italiano (n. 1933)
- 2015 - Ryszard Zub, schermidore polacco (n. 1934)
- 2016 - Elizabeth Aston, scrittrice inglese (n. 1948)
- 2016 - Aurelio Gironda Veraldi, politico italiano (n. 1926)
- 2016 - Monte Irvin, giocatore di baseball statunitense (n. 1919)
- 2016 - David Margulies, attore statunitense (n. 1937)
- 2016 - Franco Oneta, fumettista italiano (n. 1934)
- 2016 - Sarah Reed, britannica (n. 1984)
- 2016 - Gunnel Vallquist, scrittrice e traduttrice svedese (n. 1918)
- 2017 - Adenan Satem, politico malese (n. 1944)
- 2017 - Tommy Allsup, musicista e chitarrista statunitense (n. 1931)
- 2017 - Pierre Arpaillange, magistrato e politico francese (n. 1924)
- 2017 - Banneddu Ruiu, direttore di coro, compositore e etnomusicologo italiano (n. 1927)
- 2017 - François Van der Elst, calciatore belga (n. 1954)
- 2018 - Gene Cole, velocista statunitense (n. 1928)
- 2018 - Ruy Alexandre Faria, cantante, chitarrista e avvocato brasiliano (n. 1937)
- 2018 - Pierre Grillet, calciatore francese (n. 1932)
- 2018 - Giuseppe Secchi, calciatore italiano (n. 1931)
- 2018 - Misato Toda, storica giapponese (n. 1933)
- 2019 - Michael Atiyah, matematico britannico (n. 1929)
- 2019 - Narcis Bonet, compositore spagnolo (n. 1933)
- 2019 - Marcello Guasti, scultore e incisore italiano (n. 1924)
- 2019 - Bob Horn, pallanuotista statunitense (n. 1931)
- 2019 - Folco Portinari, saggista, critico letterario e storico della letteratura italiano (n. 1926)
- 2019 - Dimitris Sioufas, politico greco (n. 1944)
- 2020 - Mario Albano, politico, giornalista e storico italiano (n. 1948)
- 2020 - Tom Belsø, pilota automobilistico danese (n. 1942)
- 2020 - Giorgio De Marchi, calciatore italiano (n. 1934)
- 2020 - Euphrase Kezilahabi, scrittore tanzaniano (n. 1944)
- 2020 - Stan Kirsch, attore e regista statunitense (n. 1968)
- 2020 - La Parka II, wrestler messicano (n. 1966)
- 2021 - Sheldon Adelson, imprenditore statunitense (n. 1933)
- 2021 - David Chachalejšvili, judoka sovietico (n. 1971)
- 2021 - Fabio Enzo, calciatore italiano (n. 1946)
- 2021 - Kathleen Heddle, canottiera canadese (n. 1965)
- 2021 - Howard Johnson, musicista, polistrumentista e attore statunitense (n. 1941)
- 2021 - Shigeyo Nakachi, insegnante e supercentenaria giapponese (n. 1905)
- 2021 - Luis Adriano Piedrahita Sandoval, vescovo cattolico colombiano (n. 1946)
- 2021 - Oscar Rizzato, arcivescovo cattolico italiano (n. 1929)
- 2021 - Julie Strain, attrice e modella statunitense (n. 1962)
- 2021 - William E. Thornton, astronauta e medico statunitense (n. 1929)
- 2021 - Stacy Title, regista, sceneggiatrice e produttrice cinematografica statunitense (n. 1964)
- 2022 - Anatolij Aljab'ev, biatleta e pedagogista sovietico (n. 1951)
- 2022 - Maria Cristina Brancucci, cantante italiana (n. 1940)
- 2022 - Ahmet Çalık, calciatore turco (n. 1994)
- 2022 - Francesco Focardi, vescovo cattolico e missionario italiano (n. 1949)
- 2022 - Klaus Ploghaus, martellista tedesco (n. 1956)
- 2022 - Karl Harrington Potter, storico delle religioni e indologo statunitense (n. 1927)
- 2022 - Guy Sajer, scrittore e fumettista francese (n. 1927)
- 2022 - David Sassoli, giornalista, conduttore televisivo e politico italiano (n. 1956)
- 2022 - Ernest Shonekan, politico nigeriano (n. 1936)
- 2023 - Francesco Bruno, criminologo, medico e funzionario italiano (n. 1948)
- 2023 - Peter Campbell, pallanuotista statunitense (n. 1960)
- 2023 - Carole Cook, attrice statunitense (n. 1924)
- 2023 - Harriet A. Hall, divulgatrice scientifica, medico e blogger statunitense (n. 1945)
- 2023 - Charles Kimbrough, attore e doppiatore statunitense (n. 1936)
- 2023 - Ben Masters, attore statunitense (n. 1947)
- 2023 - Carmine Montescuro, mafioso italiano (n. 1934)
- 2023 - Antonio Muratore, politico italiano (n. 1927)
- 2023 - Rafiq Nishonov, politico e diplomatico sovietico (n. 1926)
- 2023 - Tatjana Patitz, supermodella e attrice tedesca (n. 1966)
- 2023 - Yukihiro Takahashi, cantante e musicista giapponese (n. 1952)
- 2023 - Charles White, giocatore di football americano statunitense (n. 1958)
- 2024 - Mel Blyth, calciatore inglese (n. 1944)
- 2024 - Michele Bonatesta, politico e giornalista italiano (n. 1942)
- 2024 - Fabio De Felice, politico italiano (n. 1927)
- 2024 - Salvatore Mazzarano, calciatore italiano (n. 1965)
- 2024 - Annie Nightingale, conduttrice radiofonica, disc jockey e conduttrice televisiva britannica (n. 1940)
- 2024 - Efraín Antonio Ríos García, supercentenario colombiano (n. 1910)
- 2024 - Jurij Mefod'evič Solomin, attore russo (n. 1935)
- 2025 - Merle Louise, attrice teatrale e soprano statunitense (n. 1934)
- 2025 - Roberto Oltramari, calciatore italiano (n. 1939)
- 2025 - Nane Zavagno, artista italiano (n. 1932)

## Senza anno specificato(1)
- Ada di Scozia, nobile